# Marina Porras Martí
Marina Porras Martí   (Rubí, 1991) és una crítica literària, llibretera catalana i professora associada del Departament d'Humanitats de la Universitat Pompeu Fabra.
L'any 2022 va doctorar-se a la Universitat de Barcelona amb una tesi sobre Gabriel Ferrater i la relació de les seves idees amb la literatura comparada a través dels assaigs d'aquest autor sobre literatura. És professora associada a la Facultat d’Humanitats de la Universitat Pompeu Fabra i membre del grup de recerca «Literatura Comparada en l’Espai Intel·lectual Europeu» de la Universitat de Barcelona. És crítica literària, col·labora com a periodista cultural en diversos mitjans de comunicació (Ara, La Llança, RAC1, Catalunya Ràdio, Serra d'Or, Revista de Catalunya, El Temps, etc.) i treballa en la llibreria familiar L'Ombra, de Rubí. Cada setmana presenta el pòdcast cultural Les recomanacions fonamentals.
És autora d'un parell de llibres i ha editat i prologat Donar nous als nens, una antologia de textos de Gabriel Ferrater (Comanegra, 2022), i La vida de la vida, una tria de diaris i cartes de Katherine Mansfield (Angle, 2022).
L'any 2021 va guanyar el 3r premi de crítica literària Llucieta Canyà.

## Publicacions
- L'enveja (Fragmenta editorial, 2019), assaig sobre aquest pecat capital.[11] ISBN 978-84-17796-11-2
- Al mig de la vida, jo, retrat biogràfic de Mercè Rodoreda (Bruguera, 2023) ISBN 978-84-02428-36-3